# Puntos por pulgada
Los puntos por pulgada (ppp) del inglés dots per inch (dpi) es una unidad de medida para resoluciones de impresión, concretamente, el número de puntos individuales de tinta que una impresora o tóner puede producir en un espacio lineal de una pulgada.
Generalmente, las impresoras de mayor definición (un alto ppp) producen impresiones más nítidas y detalladas. El valor de los ppp de una impresora depende de diversos factores, incluidos el método con el que se aplica la tinta, la calidad de los componentes del dispositivo, y la calidad de la tinta y el papel usado. Una impresora matricial, por ejemplo, aplica la tinta con diminutas varillas que golpean una cinta impregnada de tinta, y tiene una relativamente baja resolución, habitualmente entre 60 y 90 ppp. Una impresora de inyección pulveriza tinta a través de minúsculas cánulas, y suele ser capaz de producir 300 ppp. Una impresora láser aplica el tóner a través de una carga electrostática controlada, y puede estar entre los 600 y los 1200 ppp.
El número de los puntos de tinta por pulgada que una impresora necesita imprimir sobre el papel será mayor que el número de píxeles que pretende representar. Esto se debe a la limitación de colores de tinta disponibles en una impresora: muchas impresoras en color utilizan solo 4 tintas, mientras que un monitor de vídeo puede generar millones de colores. Cada punto de la impresora sólo podría ser de uno de esos 4 colores pero mezclando dichas tintas por parejas para imprimir un punto conseguimos más, hasta llegar a 8 colores posibles; mientras que un píxel de la pantalla de un ordenador puede iluminarse con un abanico de millones de colores distintos. El truco de las impresoras para ofrecer mayor variedad cromática es tratar de representar un píxel con 4 o 6 puntos de tinta, cada uno de ellos de un solo color pero que en conjunto consiguen imitar el valor cromático que la pantalla del ordenador representa con un solo píxel. Entonces, si para un píxel necesitamos 6 puntos de tinta tendremos que para un cuadrado de 10 x 10 píxeles ( = 100 píxeles) la impresora marcará sobre el papel 600 puntos de tinta.
El proceso de impresión puede requerir una región de 4 a 6 puntos para reproducir fielmente el color contenido en un único píxel. Una imagen de 100 píxeles de ancho, necesitaría imprimir de 400 a 600 puntos horizontalmente. Si una imagen de 100 x 100 píxeles va a ser impresa en un cuadrado de una pulgada de lado, la impresora necesariamente debe ser capaz de generar de 400 a 600 puntos por pulgada para reproducir con precisión la imagen.
Se han realizado esfuerzos por abandonar los puntos por pulgada, ppp o dpi, a favor del tamaño o diámetro de los puntos de tinta expresado en micrómetro (µm)( milésima parte del milímetro). Aunque es bastante difícil debido a que las compañías estadounidenses no utilizan el sistema métrico decimal.
- 72 ppp → 350 µm (= 0,35 mm) (3 puntos por mm)
- 96 ppp → 265 µm
- 160 ppp → 160 µm
- 300 ppp → 85 µm
- 4000 ppp → 6,4 µm

Utilizando el micrómetro:
- 1 µm → 25400 ppp
- 30 µm → 850 ppp
- 200 µm → 127 ppp

Observa que 1/25400 = 1 ppp·µm
Se ha propuesto también utilizar los puntos por centímetro (ppcm) utilizado por ejemplo en el estándar CSS3, entre otros.

## Usos erróneos de la medida ppp
Uno de los usos erróneos más comunes del término puntos por pulgada es utilizarlo para imágenes digitales, es decir, para imágenes que van a ser representadas en pantallas. 
Una misma imagen digital puede mostrarse en diferentes tamaños (en centímetros) según el dispositivo donde aparezca. Varias pantallas de ordenador o televisores aunque ofrezcan la misma resolución en píxeles, puede variar su superficie física donde aparezca la imagen. 
La medida puntos por pulgada va ligada ineludiblemente a la calidad de la impresión (o de la digitalización), es decir, va ligado al tamaño de un soporte físico, como el papel.
Una imagen digital puede contener información del valor en ppp al que va a ser impresa, pero esto por sí mismo no tiene relevancia en un soporte digital. Además este valor puede adaptarse  para imprimir la imagen a diferentes tamaños (aunque afectará la calidad). Por ejemplo, una imagen de 1000×1000 píxeles puede ser impresa en 4×4 pulgadas a 250 ppp, de mayor calidad de detalle, o en 10×10 pulgadas a 100 ppp, de menor calidad de detalle.